# Alimpești (gmina)
Alimpești – gmina w Rumunii, w okręgu Gorj. Obejmuje miejscowości Alimpești, Ciupercenii de Olteț, Corșoru, Nistorești i Sârbești. W 2011 roku liczyła 1853 mieszkańców.